# Salmo 133

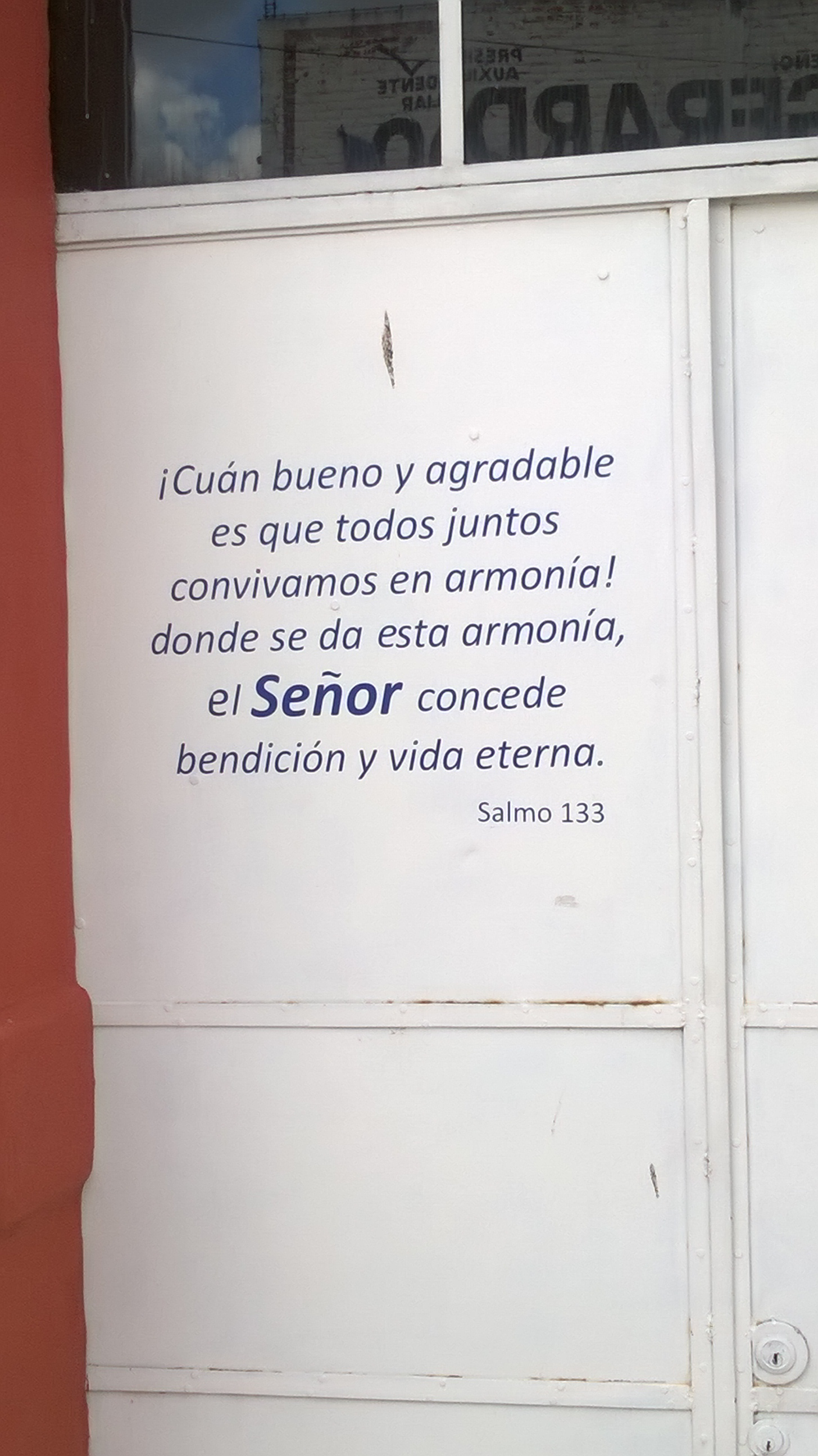
Muro con cita bíblica en una Iglesia Metodista de Tzompantepec,Tlaxcala

El salmo 133  es, según la numeración hebrea, el centésimo trigésimo tercer salmo del Libro de los salmos de la Biblia. Corresponde al salmo 132 según la numeración de la Biblia Septuaginta griega, empleada también en la Vulgata latina. Por este motivo, recogiendo la doble numeración, a este salmo también se le refiere como el salmo 133 (132).
Es también conocido por su título en latín Ecce quam bonum, es uno de los 15 salmos que en hebreo comienzan con la frase "Shir Hamaalot" (שיר המעלות), traducida al español como "Cántico gradual" (Reina Valera) o "Canción de las subidas" (Biblia de Jerusalén). Según la tradición judía, dichos salmos los recitaban los Levitas en el Templo de Jerusalén o los peregrinos que llegaban a Jerusalén. Entre los cánticos graduales, el Salmo 133 es uno de los tres que cuentan con solo tres versículos: los otros dos son el Salmo 131 (130, en la numeración septuaginta) y el Salmo 134 (133, en la numeración septuaginta). Tiene solo un versículo más que el más breve de los salmos, el Salmo 117 (116).

## Antecedentes
El Salmo 133 es uno de los capítulos más cortos del Libro de los Salmos, siendo uno de los tres salmos con tres versículos; los otros son el Salmo 131 y el Salmo 134. El salmo más corto es el Salmo 117, con dos versículos.
Según el teólogo del siglo XVIII John Gill, David pudo haber compuesto este salmo después de ser coronado rey por unanimidad por las tribus unidas de Israel, o después de que la revuelta de su hijo Absalón fuera sofocada y las tribus se apresuraran a mostrar su lealtad a David. Gill señaló que también puede considerarse profético, refiriéndose a la reunión de las tribus después del cautiverio babilónico, a la unidad de los cristianos en la época de los evangelios o a la era mesiánica. 

## Texto bíblico
La siguiente tabla muestra el texto en hebreo del salmo con vocales, junto con el texto en griego koiné de la Septuaginta y la traducción al español de la Biblia del Rey Jacobo. Tenga en cuenta que el significado puede diferir ligeramente entre estas versiones, ya que la Septuaginta y el texto masorético provienen de tradiciones textuales diferentes. En la Septuaginta, este salmo está numerado como Salmo 132.
| # | Hebreo                                                               | Español | Griego |
| - | -------------------------------------------------------------------- | --- | --- |
| 1 | שִׁ֥יר הַֽמַּעֲל֗וֹת לְדָ֫וִ֥ד הִנֵּ֣ה מַה־טּ֭וֹב וּמַה־נָּעִ֑ים שֶׁ֖בֶת אַחִ֣ים גַּם־יָֽחַד׃                 | (Un Cánticos de Ascensión de David.) ¡Mirad cuán bueno y cuán agradable es que los hermanos habiten juntos en armonía!                                   | ᾿ῼδὴ τῶν ἀναβαθμῶν. - ΙΔΟΥ δὴ τί καλὸν ἢ τί τερπνόν, ἀλλ᾿ ἢ τὸ κατοικεῖν ἀδελφοὺς ἐπὶ τὸ αὐτό;                       |
| 2 | כַּשֶּׁ֤מֶן הַטּ֨וֹב ׀ עַל־הָרֹ֗אשׁ יֹרֵ֗ד עַֽל־הַזָּקָ֥ן זְקַֽן־אַהֲרֹ֑ן שֶׁ֝יֹּרֵ֗ד עַל־פִּ֥י מִדּוֹתָֽיו׃          | Es como el ungüento precioso sobre la cabeza, que descendía sobre la barba, incluso sobre la barba de Aarón, y llegaba hasta el borde de sus vestiduras. | ὡς μύρον ἐπὶ κεφαλῆς τὸ καταβαῖνον ἐπὶ πώγωνα, τὸν πώγωνα τοῦ ᾿Ααρών, τὸ καταβαῖνον ἐπὶ τὴν ᾤαν τοῦ ἐνδύματος αὐτοῦ· |
| 3 | כְּטַל־חֶרְמ֗וֹן שֶׁיֹּרֵד֮ עַל־הַרְרֵ֢י צִ֫יּ֥וֹן כִּ֤י שָׁ֨ם ׀ צִוָּ֣ה יְ֭הֹוָה אֶת־הַבְּרָכָ֑ה חַ֝יִּ֗ים עַד־הָעוֹלָֽם׃ | Como el rocío del Hermón, y como el rocío que desciende sobre los montes de Sion: porque allí ordenó Jehová la bendición, la vida para siempre.          | ὡς δρόσος ᾿Αερμὼν ἡ καταβαίνουσα ἐπὶ τὰ ὄρη Σιών· ὅτι ἐκεῖ ἐνετείλατο Κύριος τὴν εὐλογίαν, ζωὴν ἕως τοῦ αἰῶνος.      |

### Versículo 3
Es como el rocío del Hermón,
que desciende sobre los montes de Sion;
Porque allí ordenó el Señor la bendición,
La vida para siempre.
La Biblia del rey Jacobo añade «y como el rocío» antes de la referencia a las montañas de Sión, distinguiendo así dos fuentes de rocío. Alexander Kirkpatrick afirma que «no hay justificación» para añadir estas palabras; «el rocío que cae sobre las laderas del Hermón cubierto de nieve es particularmente abundante. El rocío es un símbolo de lo que es refrescante, vivificante, vigorizante». Argumenta que la imagen del salmista se basa en el rocío del monte Hermón y no depende del rocío que también se forma en el monte Sión. Del mismo modo, señala que «no hay por qué suponer que el poeta imaginara que el rocío que caía sobre las montañas de Sión se debía físicamente a la influencia del monte Hermón (aunque es posible que popularmente se supusiera que existía alguna conexión); lo único que quiere decir es que el efecto vivificante de la unidad armoniosa sobre la nación es como si el rocío más abundante cayera sobre la montaña seca de Sión». El monte Hermón y el monte Sión (Jerusalén) están a unos 210 kilómetros (130,5 mi) de distancia.

### Versión Reina-Valera
1. ¡Mirad cuán bueno y cuán delicioso es que los hermanos habiten juntos en armonía!
2. Es como el buen óleo sobre la cabeza, que desciende sobre la barba, la barba de Aarón, que desciende hasta el borde de sus vestiduras.
3. Como el rocío de Hermón, como el rocío que desciende sobre los montes de Sion; porque allí envía Jehová bendición y vida eterna.

## Comentarios

### De la Iglesia ccatólica

#### A todo el salmo
La unidad del pueblo que celebra este salmo se enlaza con la figura del rey y la súplica por él, presentes en el salmo anterior (cf. Sal 132,10). Parece evocar con nostalgia los tiempos de David, cuando todas las tribus estaban unidas bajo su liderazgo (cf. 2 Sam 5,1-3), ideal que también animaba a los que regresaban del exilio. Como canto de peregrinación, invita a experimentar en el Templo la alegría de pertenecer al pueblo escogido por Dios. Tras una exhortación inicial a contemplar la belleza de la convivencia fraterna (v. 1), el salmo utiliza dos imágenes para expresar esa unidad: el óleo de la unción sacerdotal que desciende por la barba de Aarón y el rocío que baja desde el Hermón hasta los montes de Sión (vv. 2-3). Ambas evocan abundancia, bendición y consagración. El salmo concluye afirmando que desde Sión el Señor derrama su bendición y la vida eterna (v. 3b). En la liturgia cristiana, este salmo se convierte en un canto a la unidad del nuevo pueblo de Dios, la Iglesia. San Pablo exhortaba a los creyentes a vivir con humildad y mansedumbre, esforzándose por mantener “la unidad del Espíritu mediante el vínculo de la paz” (Ef 4,1-3), en clara resonancia con este mensaje.

#### Al versículo 1
«Convivir los hermanos» expresa la idea de reunirse y compartir en un ambiente de celebración y armonía. Esta expresión puede aludir tanto a familiares que se encuentran para una ocasión festiva como a miembros de una comunidad que se congregan en unidad. En la tradición cristiana, estas palabras se han interpretado como símbolo de la comunión fraterna entre los creyentes dentro de la Iglesia, donde la fe y el vínculo espiritual sustituyen o complementan los lazos de sangre.

Ved qué dulzura y qué delicia, convivir los hermanos unidos. Ciertamente, qué dulzura, qué delicia cuando los hermanos conviven unidos, porque esta convivencia es fruto de la asamblea eclesial; se los llama hermanos porque la caridad los hace concordes en un solo querer. Leemos que, ya desde los orígenes de la predicación apostólica, se observaba esta norma tan importante: en el grupo de los creyentes todos pensaban y sentían lo mismo. Tal, en efecto, debe ser el pueblo de Dios: todos hermanos bajo un mismo Padre, todos una sola cosa bajo un solo Espíritu, todos concurriendo a una misma casa de oración, todos miembros de un mismo cuerpo que es único.

#### A los versículos 2-3
La imagen del aceite perfumado utilizado para la unción sacerdotal subraya la hermosura y la dignidad de la unidad entre hermanos. El hecho de que el aceite descienda por la barba —larga y nunca rasurada, según la ley sacerdotal (cf. Lv 21,5)— evoca no solo la abundancia, sino también la consagración plena al servicio de Dios. Así como el sacerdote es santificado mediante la unción, el pueblo alcanza una forma de santidad cuando vive unido en fraternidad. La segunda comparación, con el rocío del Hermón, alude a la frescura y fertilidad de aquel monte del norte. Al trasladar esa imagen a los montes de Sión, más áridos, el salmo sugiere que la unión fraterna transforma incluso lo seco y estéril en fuente de vida. Esta unión, pues, es presentada como la verdadera bendición y riqueza de Israel (v. 3). En la plenitud de los tiempos, esta imagen encuentra su cumplimiento en la Iglesia. Después de Cristo, la fraternidad entre los creyentes, animada por el Espíritu, se convierte en signo de la nueva santificación: la comunión entre los miembros del Cuerpo de Cristo es ahora expresión de la fecundidad del amor divino y fundamento de la vida en plenitud.

Del mismo modo que este ungüento, doquiera que se derrame, extingue los espíritus inmundos del corazón, así también por la unción de la caridad exhalamos para Dios la suave fragancia de la concordia, como dice el Apóstol: Somos el buen olor de Cristo. Así, del mismo modo que Dios halló su complacencia en la unción del primer sacerdote Aarón, también es una dulzura y una delicia convivir los hermanos unidos.

## Temas
Los temas del amor fraternal y la unidad en el versículo 1 se han interpretado de diversas maneras. Rashi afirma que cuando el pueblo judío está unido, Dios se une a él. Matthew Henry sugiere que David dirige este llamamiento a la unidad a los hijos de sus muchas esposas, o «en beneficio de la comunión de los santos».
Agustín de Hipona consideraba tan importante el tema de la hermandad del salmo que afirmó, en lo que James Luther Mays señaló como una exageración, que dio origen a los monasterios, es decir, a aquellas comunidades que deseaban vivir juntas como hermanos. Después de la Reforma, se convirtió en parte de una orden para la celebración de la Eucaristía, interpretando el sacramento como la constitución de una familia espiritual, y en el Libro de Oración Común denota una idea de unidad que simultáneamente puede funcionar para excluir a otros, según Mays.
El Midrash interpreta los versículos 1 y 2 en el contexto de Moisés ungiendo a su hermano Aarón como Sumo Sacerdote de Israel. Según el Midrash, dos gotas del aceite de la unción santa colgaban de la barba de Aarón como dos perlas. Tanto Moisés como Aarón estaban preocupados de que se hubiera cometido un error en la ceremonia de la unción, pero un bat kol (voz celestial) declaró: «Mirad cuán bueno y cuán agradable es que los hermanos habiten juntos en unidad» y «Así como Moisés no transgredió, tampoco tú [Aarón] transgrediste». Estos versículos también se citan en la discusión talmúdica sobre el posible mal uso del aceite santo de la unción (Horayot 12a).
El versículo 2, que menciona a Aarón por su nombre, es citado por Eliyahu Kitov en relación con el papel de Aarón como uno de los siete ushpizin (invitados) que visitan la sucá durante la fiesta de Sukkot.
Mays analiza la estructura del salmo de la siguiente manera: el v. 1 es una exclamación que contiene una declaración de valor, seguida de dos o tres símiles en los vv. 2-3a, y una declaración en 3b que apoya la declaración inicial. Las comparaciones pretenden evocar asociaciones positivas con «bueno» y «agradable», aunque Mays está desconcertado por la referencia a «la barba de Aarón»; no está claro si es una aposición a la primera mención de «barba», o si se trata de una segunda barba. Todas las comparaciones, dice Mays, contienen la frase que viene o corre hacia abajo, anticipando la bendición de Dios que corre hacia abajo en el último versículo.  El salmo es la inspiración de los nombres coloquiales de varias plantas silvestres llamadas barba de Aarón.

## Versículo 3
Es como el rocío del Hermón,
Que desciende sobre las montañas de Sion;
Porque allí el Señor ordenó la bendición —
Vida para siempre.
La Versión King James añade «y como el rocío» antes de la referencia a las Monte Sion, distinguiendo así dos fuentes de rocío. Alexander Kirkpatrick afirma que «no hay justificación» para añadir estas palabras; «el rocío que cae sobre las laderas del Monte Hermón, cubierto de nieve, es particularmente abundante. El rocío es un símbolo de lo que es refrescante, vivificante, vigorizante». Argumenta que la imagen del salmista se basa en el rocío del monte Hermón y no depende de que el rocío también surja en el monte Sion. Igualmente, señala que «no hay que suponer que el poeta imaginara que el rocío que caía sobre las montañas de Sion se debía de alguna manera físicamente a la influencia del monte Hermón (aunque es posible que se supusiera popularmente que había alguna conexión); lo único que quiere decir es que el efecto vivificante de la unidad armoniosa sobre la nación es como si los más abundantes rocíos cayeran sobre la seca montaña de Sion». El monte Hermón y el monte Sion (Jerusalén) están separados por unos 210 kilómetros (130,5 mi).

## Usos

### Judaísmo
El Salmo 133 es uno de los 15 Cánticos de Ascensión recitados en algunas comunidades después de la Shabat oración de la tarde en el período entre Sucot y Shabat HaGadol (el Shabat anterior a Pésaj).
El versículo 3 forma parte de las oraciones de Selijot.
El versículo 1 se utiliza como tema para el Pizmon de Shajarit recitado en el rito asquenazí occidental en Yom Kipur que cae en Shabat, y el versículo en sí (sin las dos primeras palabras) se recita antes del piyyut.

### Iglesia Ortodoxa Copta
En la Agpeya, el Libro de Horas de la Iglesia Copta, este salmo se reza en el oficio de Completas y la tercera vigilia del oficio de medianoche. También está en la oración del Velo, que generalmente solo rezan los monjes.

### Otro
El título en latín del salmo es «Ecce Quam Bonum». Las primeras líneas, «Ecce quam bonum et quam jucundum habitare fratres in unum» («Mirad cuán bueno y cuán agradable es que los hermanos vivan juntos en unidad»), constituyen el lema de Sewanee: The University of the South, el distrito real de Kensington y Chelsea, Morrissey Hall de la Universidad de Notre Dame, y el Seminario del Inmaculado Corazón de María en Winona (Minnesota).

## Acompañamientos musicales
El versículo 1, conocido como «Hine Ma Tov» («¡Qué bueno!»), a menudo se ha puesto música en el judaísmo: se han compuesto melodías para la oración congregacional, el canto folclórico y el arte y los arreglos corales. El versículo también se canta como una canción de mesa de Shabat. 
Un himno cristiano en inglés, «How beautiful the sight», fue escrito por James Montgomery, basado en el Salmo 133, y cantado con la melodía de Old Godric. En 1571, David Aquinus compuso una versión del Salmo 133 para cuatro voces, con la traducción de la Biblia.
En 1571, David Aquinus compuso una versión del Salmo 133 para cuatro voces, basándose en la traducción de la Biblia de Martín Lutero, «Siehe, wie fein und lieblich ist» (Véase cuán bueno y cuán delicioso es). Heinrich Schütz puso el salmo en alemán dos veces, en 1619 como su SWV 48, «Siehe, wie fein und lieblich ist's», para dos sopranos, alto, tenor, bajo, corneta, violín, violón y continuo, y de nuevo para coro como parte de su versión del Salterio de Becker como SWV 238, «Wie ist's so fein, lieblich und schön» (Qué hermoso, encantador y bello es).
Franz Paul Lachner escribió en 1849 una adaptación del salmo para cuatro voces femeninas a capela. Friedrich Kiel compuso una adaptación coral de los versículos 1 y 3, «Siehe, wie fein und lieblich ist es», como n.º 2 de sus «6 motetes para coro mixto» (Seis motetes para coro mixto), Op. 82, de arreglos seleccionados de salmos, publicado en 1883. Mikhail Ippolitov-Ivanov compuso el salmo para coro, junto con el Salmo 132 como Dos versículos de la cena del Señor en 1899.
Miriam Shatal compuso una versión vocal del Salmo 133, versículo 3, en 1957.
Miriam Shatal compuso una versión vocal del Salmo 133, versículo 3, en 1957.

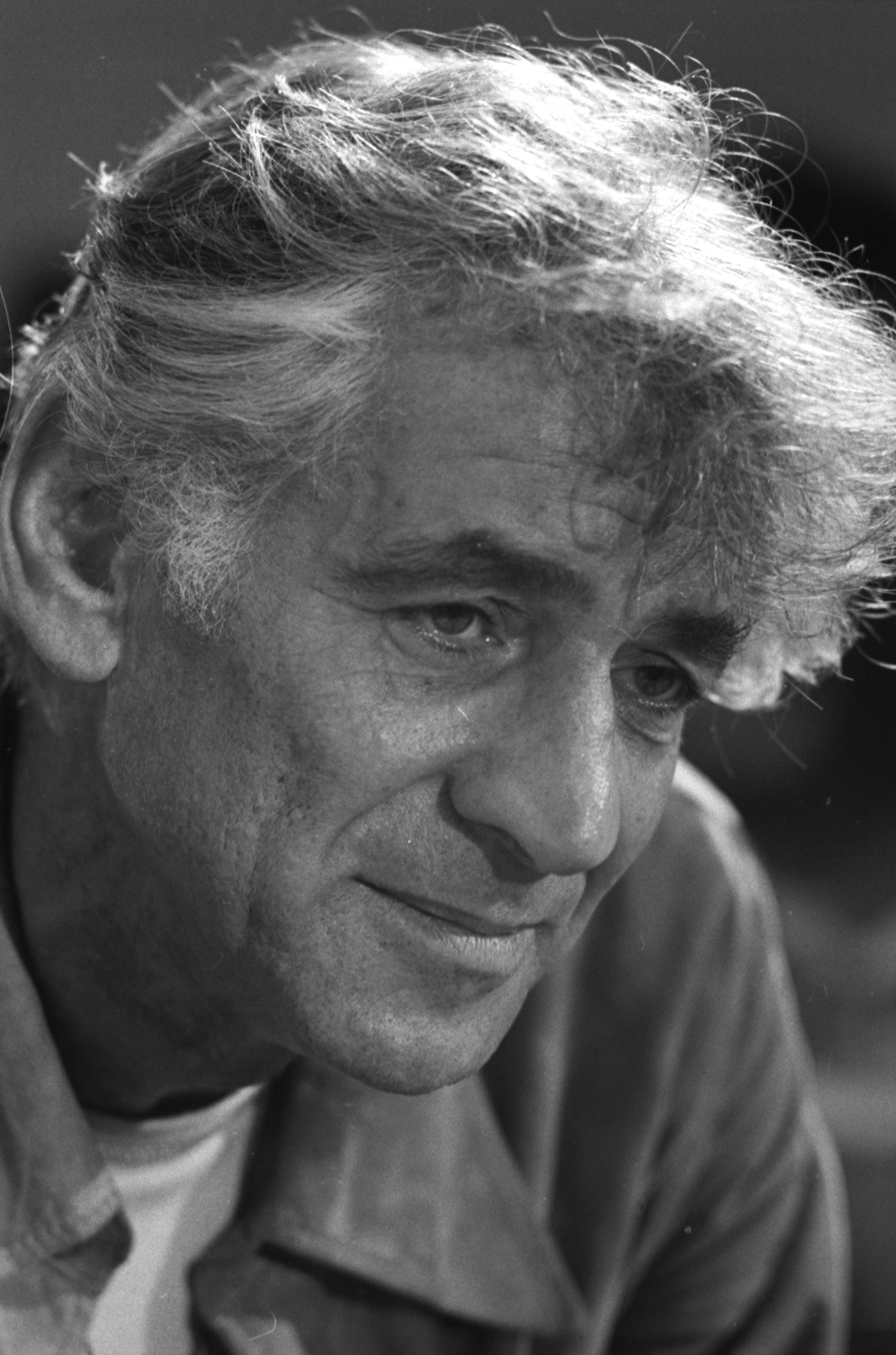
Leonard Bernstein, que eligió el versículo 1 para concluir sus Salmos de Chichester de 1965

Donald Wyndham Cremer Mossman (1913-2003) compuso una obra para coro y órgano titulada Ecce, quam bonum!, con el incipit «He aquí cuán bueno y cuán delicioso», que pasó a formar parte de The Complete St Paul's Cathedral Psalter.  Herman Berlinski compuso en 1980 A Psalm of Unity para coro mixto, órgano, soprano, dos contraltos y messosoprano basado en el texto del Salmo 140 y el Salmo 133. El versículo 1 concluye el texto en hebreo del movimiento final de los «Salmos de Chichester» de Leonard Bernstein, una extensa obra para coro y orquesta que comienza con el texto completo del Salmo 131.